# Fujiwara no Hidesato
Fujiwara no Hidesato (藤原秀郷 (Đằng Nguyên Tú Hương)), là một kuge (quý tộc) sống vào thế kỷ 10, thuộc thời kỳ Heian trong lịch sử Nhật Bản. Ông nổi danh nhờ tài cầm quân của mình, và là tổ tiên của nhiều chi họ khác nhau của gia tộc Fujiwara, trong đó điển hình là dòng họ Ōshū .

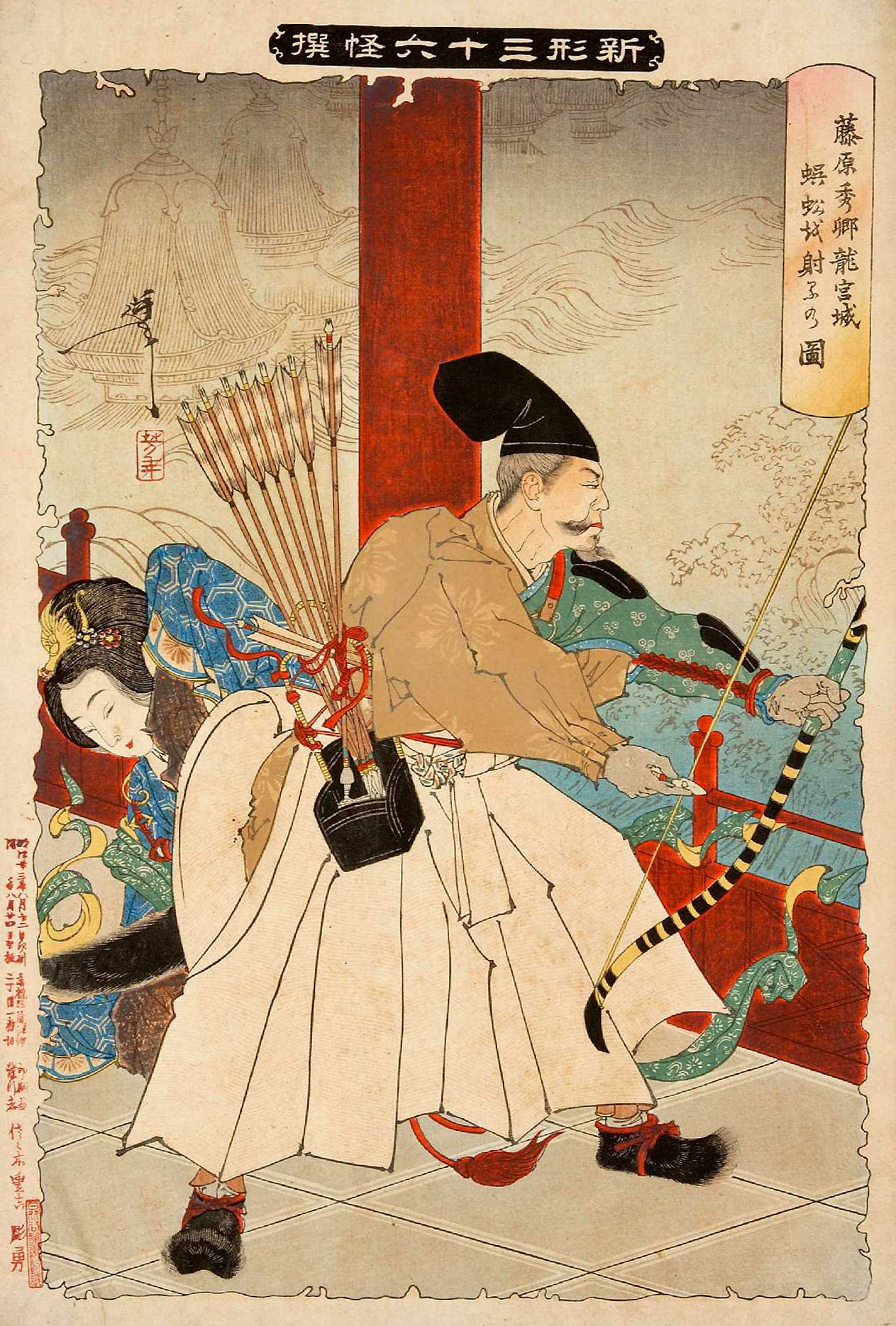
Fujiwara no Hidesato được miêu tả trong một bản vẽ năm 1890 bởi Yoshitoshi.

Hidesato là cận thần dưới trướng Thiên hoàng Suzaku, ông cũng đã chiến đấu cùng với Taira no Sadamori vào năm 940 để trấn áp cuộc nổi dậy của Taira no Masakado. Lời cầu nguyện thần linh cho chiến thắng trước lúc ra trận của ông được tưởng nhớ trong Lễ hội Kachiya . Hidesato sau đó được bổ nhiệm làm Trấn thủ phủ Tướng quân kiêm Thống đốc tỉnh Shimotsuke .
Ông còn được gọi với cái tên Tawara Tōda, và người ta cho rằng ông đã tiêu diệt một con rết khổng lồ ở tỉnh Ōmi, thứ gây khó khăn cho Long Cung .

## Gia quyến
- Cha: Fujiwara no Murao (藤原村雄) (Đằng Nguyên Thôn Hùng)
- Mẹ: con gái của Shimatsuke-no-jō no Kashima (下野掾鹿島女) 
  - Vợ: con gái của quan Thị tòng Minamoto no Michi (源通) (Nguyên Thông).
    - Con trai: Fujiwara no Chitsune (藤原千 常) (Đằng Nguyên Thiên Thường)

  - Con cái với mẹ không rõ tên:
    - Con trai: Fujiwara no Chitoki (藤原千 時) (Đằng Nguyên Thiên Thời)
    - Con trai: Fujiwara no Chiharu (藤原 千 晴) (Đằng Nguyên Thiên Tình)
    - Con trai: Fujiwara no Chikuni (藤原千 国) (Đằng Nguyên Thiên Quốc)
    - Con trai: Fujiwara no Chigusa (藤原千種) (Đằng Nguyên Thiên Xung)

### Hậu duệ
Hidesato là tổ tiên của nhiều gia tộc samurai , bao gồm cả chi họ Fujiwara phương Bắc ( hay chi họ Ōshū của nhà Fujiwara). Một số nhánh họ khác là: gia tộc Satō, gia tộc Ōtomo, gia tộc Mutō, gia tộc Satō, gia tộc Iga, gia tộc Hatano, gia tộc Oyama, gia tộcYūki và gia tộc Shimokōbe.

## Truyền thuyết về Hidesato
Hidesato còn được gọi với cái tên Tawara Tōda hay Tawara no Tōta. Ông được biết đến trong truyền thuyết với chiến tích giết một con rết khổng lồ (mukade) trên núi Mikami. Một con rắn rồng khổng lồ sống trong Long cung đã giao nhiệm vụ này cho Hidesato. Hidesato diện kiến Long vương và được ban thưởng một bao gạo không đáy (Tawara (container)), và cái tên Tawara Toda được cho là bắt nguồn từ đó. Một lời giải thích hợp lý hơn là Tawara được viết theo cách khác là "田原", đại diện cho họ hoặc địa danh.
Câu chuyện này cùng với một câu chuyện lãng mạn hóa về chuyến thám hiểm Masakado của ông đều được kể lại trong Tawara Tōda monogatari. Các văn kiện trong tác phẩm này đã được sao chép và được in trong nhiều cuộn tranh và sách minh họa trong suốt thời kỳ Edo.

### Những "Cánh tay huyền thoại"
Bảo Tàng Jingū Chōkokan của đền Ise sở hữu hai thanh kiếm được cho là từng thuộc về Hidesato. Một là Kenukigata tachi (Ise), loại kiếm tachi của kenukigata. Theo truyền thuyết, đó là thanh kiếm do Hidesato lấy được từ Long cung, sau này trở thành vật gia truyền của gia tộc Akahori. Sau nhiều lần đổi chủ, nó thuộc quyền sở hữu của ngôi đền vào năm 1793. Mặc dù không thể xác minh gốc gác của Hidesato, song thanh kiếm này đã xác định được niên đại. Một thanh kiếm khác của Hidesato tại bảo tàng Mukadegiri là "Thanh kiếm diệt rết". Mặc dù các chữ khắc trên đó được cho là của thợ kiếm Shinsoku (神息)  từ thế kỷ 8, nhưng thanh kiếm lại có niên đại vào thế kỷ 14.
Ngoài ra còn có một thanh kiếm khác cũng được cho là của Hidesato được giữ ở đảo Chikubu, Kenukigata tachi (Hōgon-ji).

## Ghi ch
1. ↑  Called "tweezer" type because there is openwork on the hilt which makes the hilt resemble a pair of tweezers.[9]
2. ↑  The name is Mukadegiri (蚣切?) (two characters) on the carved hilt-inscription according to Shūko jusshu (ja) (1899).[12]